# Cat-eyesyndroom
Het cat-eyesyndroom (letterlijk: kattenoogsyndroom) is een aangeboren afwijking waarbij de korte 'p'-arm en een gedeelte van de lange 'q'-arm van het chromosoom 22 drie of vier keer aanwezig is in alle lichaamscellen.
Er is dan dus sprake van een partiële trisomie of partiële tetrasomie.
Het meest opvallende kenmerk van het cat-eyesyndroom is de oogafwijking: 'coloboma iridis'. Deze oogafwijking kan ervoor zorgen dat de iris niet meer rond is maar langwerpig (verticaal), wat doet denken aan kattenogen. Hoewel de naam van dit syndroom duidelijk refereert aan dit bijzondere kenmerk, is dit kenmerk lang niet altijd aanwezig bij personen met dit syndroom.

## Mogelijke kenmerken
- Coloboma iridis
- Anusatresie (geen anale opening)
- Afwijkingen aan de fissura palpebralis (oogspleet)
- Afwijkingen aan de rand van de oorschelp
- Hartafwijkingen
- Nierproblemen (een extra nier, niet goed ontwikkeld, of niet aanwezig)
- Scoliose
- verstandelijke beperking (meestal een lichte soms ernstige verstandelijke beperking en soms een normale intelligentie
- Smalle kaak
- Schisis